# معيزيلة (الرقة)
معيزيلة قرية سورية تتبع ناحية مركز الرقة في منطقة مركز الرقة في محافظة الرقة. بلغ عدد سكانها 646 نسمة في عام 2004 حسب إحصاء المكتب المركزي للإحصاء.